# جون ريغ
جون ريغ (بالإنجليزية: John Rigg)‏ هو نقابي نيوزيلندي، ولد في 1858 في St Kilda, Victoria ‏ في أستراليا، وتوفي في 20 أكتوبر 1943 في كرايستشرش في نيوزيلندا.